# 二本松村国
二本松 村国（にほんまつ むらくに）／畠山 村国 （はたけやま むらくに）は、戦国時代の武将、二本松氏第5代当主。陸奥国安達郡二本松城主。

## 生涯
二本松氏第4代当主・二本松政国の嫡男。この時期の二本松氏の系譜については諸説有る。
明応3年（1494年）に父・政国の死去にともない家督を相続する。二本松氏はかつて奥州管領を務めた家柄であったが、村国の代までには家督をめぐる争いもあって、既に大幅に勢力を後退させていた。しかもこの頃から北隣の伊達尚宗が安達郡への進出を開始したため、その影響を受けてさらに所領を削られるような状況であった。
天文11年（1542年）3月6日死去。嫡男・家泰（晴国）が家督を相続した。

## 名前（諱）について
なお、「村国」の名は足利将軍家からの偏諱を受けていないと思われるが、『続群書類従』所載の「両畠山系図」では尚泰（ひさやす、「泰」は父・政国の別名「政泰」の1字であろう）とあり足利義尚由来の字が、『仙台叢書』所載の「畠山家系」では材国（きくに）、『松府来歴金華鈔』では稙国（たねくに、稙高（たねたか）とも）とあり足利義稙（義材）由来の字が、『続群書類従』所載の「二本松系図」では義国（よしくに）と足利将軍家の通字が、それぞれ用いられた名前を確認することができる。これまでも二本松氏の当主は将軍から偏諱を受けてきているので、村国も一時期これらの別名を名乗っていた可能性はある。
渡部芳雄によれば、本当は足利義材の偏諱を受けた「材国」であり、「村国」はその誤写によるものであったのではないかと指摘している（「二本松畠山氏系図小考（その一）」（所収：『福島史学研究』67号、1998年、p.8））。